# Tartaras
Tartaras är en kommun i departementet Loire i regionen Auvergne-Rhône-Alpes i centrala Frankrike. Kommunen ligger i kantonen Rive-de-Gier som tillhör arrondissementet Saint-Étienne. År 2022 hade Tartaras 957 invånare.

## Befolkningsutveckling
Antalet invånare i kommunen Tartaras
| Referens: INSEE |